# La Tour-de-Peilz
La Tour-de-Peilz es una ciudad de Suiza situada en el distrito de Riviera-Pays-d'Enhaut, en el cantón de Vaud. Tiene una población estimada, a fines de 2021, de 12 213 habitantes.

## Demografía
| Año        | 1850 | 1860 | 1870 | 1880 | 1888 | 1900 | 1910   | 1920   |
| Habitantes | 1035 | 1343 | 1627 | 1635 | 1814 | 2417 | 3348   | 3480   |
| Año        | 1930 | 1941 | 1950 | 1960 | 1970 | 1980 | 1990   | 2021   |
| Habitantes | 4266 | 4481 | 5015 | 6820 | 8864 | 9411 | 10 197 | 12 213 |